# Малинс (Западна Вирџинија)
Малинс (енгл. Mullens) град је у америчкој савезној држави Западна Вирџинија.

## Демографија
По попису из 2010. године број становника је 1.559, што је 210 (-11,9%) становника мање него 2000. године.
| Група             | 2000.         | 2010.         |
| Белци             | 1.678 (94,9%) | 1.503 (96,4%) |
| Афроамериканци    | 61 (3,4%)     | 34 (2,2%)     |
| Азијати           | 9 (0,5%)      | 0 (0,0%)      |
| Хиспаноамериканци | 3 (0,2%)      | 1 (0,1%)      |
| Укупно            | 1.769         | 1.559         |